# 邓培故居
邓培故居是位于中国广东省佛山市三水区云东海街道石湖洲邓关村的一处清代建筑，1994年5月30日公布为三水市文物保护单位，2006年10月25日公布为第四批佛山市文物保护单位。2022年7月23日公布为广东省文物保护单位。